# Slaget ved Koluvere
Slaget ved Koluvere var et slag, som foregik den 23. januar 1573 mellem svenske og russiske tropper som en del af 25-årskrigen med Rusland, i hvilket Sverige sejrede.

## Slaget
Den svenske hær under Clas Åkesson (Thott) bestod af 700 svenske knægte og et par hundrede baltiske ryttere. Den 23. januar mødtes de to hære ved byen Koluvere ved Lode. Under slaget gav Thott ordre om, at det baltiske rytteri skulle angribe det russiske kavaleri. Trods deres nummeriske undertal lykkedes det de baltiske ryttere at ødelægge de fjendtlige formationer, men de fandt, at fjenden var for stærk og drog sig tilbage. Thott udnyttede imidlertid situationen og angreb med sine knægte. Hele den russiske hær blev grebet af panik og flygtede.

## Følger
Det påstås at den russiske hær mistede omkring 7.000 mand som døde, hvilket dog formodentlig er et overdrevet tal. Thott kunne vende tilbage til Reval (Tallinn) med hele det russiske artilleri, 100 heste og en stor mængde slæder, som russerne havde transporteret sit bytte i. Den russiske zar Ivan den Grusomme overvejede at slutte fred og skrev et brev til Sveriges konge Johan 3.. Da den seneste fredsdelegation var blevet ilde behandlet, tvivlede Johan 3. på russernes fredsvilje og svarede i hårde formuleringer. Den fortsatte brevudveksling var ret hård og bliver kaldt for "Skällebreven".